# Cala Arena
Cala Arena es una cala situada en el parque natural de Cabo de Gata-Níjar, a poco más de un kilómetro del Cabo de Gata y junto a Punta Baja. Pertenece al municipio de Níjar.
Además de la protección del parque natural, está protegida como Reserva Integral Marina, cuya protección impide cualquier actividad de pesca, fondeo, submarinismo, recolección de especies y cualquier actividad que pueda hacer un impacto en el medio.

## Acceso
Se accede a través del desvío que justo antes de llegar al Faro de Cabo de Gata; habiendo recorrido  1'1 km hay un camino que baja hacia la playa. Se puede aparcar al principio del sendero que conduce a la playa, y con vehículos todoterrenos se puede llegar prácticamente a la misma. No es una playa habilitada para discapacitados.

## Geología

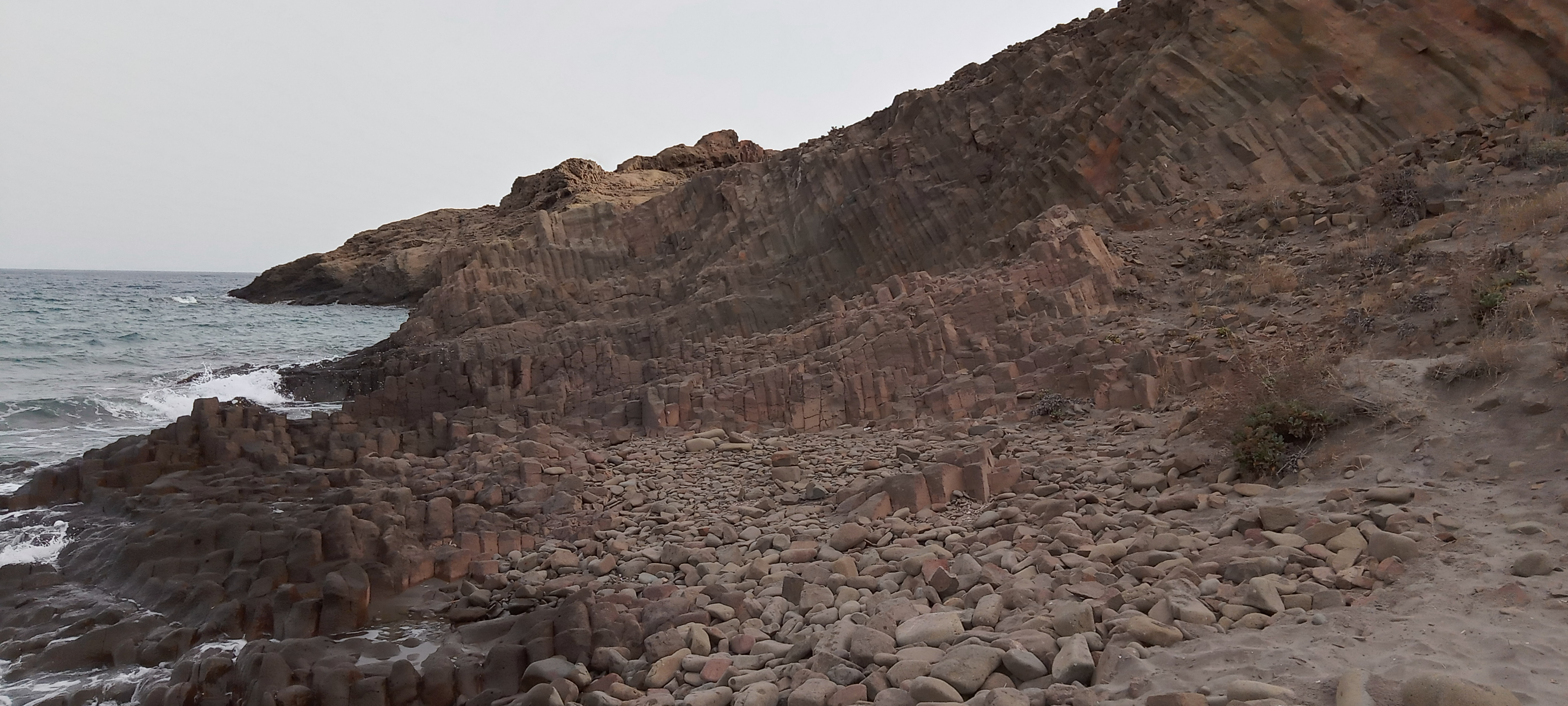
Columnas Basálticas.

La cala se encuentra encajada entre un  conjunto de domos volcánicos que forman el ejemplo más representativo de disyunciones columnares de todo el Parque. A mediados del siglo XX, este conjunto fue explotado como cantera de adoquines.